# Abbaye Notre-Dame de La Barre
Pour les articles homonymes, voir Abbaye Notre-Dame.
L'abbaye Notre-Dame de La Barre est une ancienne abbaye de chanoinesses régulières de Saint-Augustin située dans le faubourg au nord-est de la ville de Château-Thierry. À l'origine Maison-Dieu, elle est érigée en abbaye vers 1235 par Thibaud, comte de Champagne. L'abbaye est fermée en 1745, et les dernières chanoinesses transférées à l'abbaye Saint-Paul de Soissons.

## Histoire
La Maison-Dieu ou hôpital de la Barre est fondée en 1211, par Guy, chapelain de la chapelle Saint-Thibaud du château de Château-Thierry, puis confiée par Thibaud, comte de Champagne à des chanoinesses régulières de saint Augustin, à vocation hospitalière. Blanche, comtesse de Champagne, et les comtes de Champagne suivants la prennent sous leurs protections.
Vers 1235-1236, Thibaud autorise Cécile d'Arcy à la convertir en abbaye avec le consentement de l’évêque. Blanche de Castille, Marguerite de Provence et Isabelle de France sont les bienfaitrices de la nouvelle abbaye.
Dans une charte d’août 1239, elle est indiquée comme « Maison de la Barre » ; ce qui peut correspondre aux deux statuts de maison-Dieu ou d’abbaye. Les moniales de la Barre sont rattachées à l’ordre de Saint-Benoît. Six mois plus tard, en janvier 1240, les mêmes moniales sont reconnues comme cisterciennes. La première mention de son rattachement à l’ordre de Saint-Augustin apparaît en mars 1268. L’appartenance augustine est confirmée en juin 1279, puis février 1287. En 1271, on évoque les chanoines réguliers de Saint Victor .
Dès le XVIIe siècle, la communauté de La Barre ne jouit pas d'une excellente réputation, certains affirmant même que la maison voisine, dans l'enclos de vignes au-dessous du jardin du couvent, dénommée La Folie l'Abbé, propriété de l'abbaye de prémontrés du Val-Secret, est un lieu de rendez-vous, qui abriterait les amours clandestines du prieur prémontré et de l'abbesse de La Barre ; La Fontaine se serait inspiré de ces rencontres sentimentales à l'intérieur même du monastère pour écrire son conte Les Lunettes. La conduite hasardeuse de l'abbesse de La Barre a peut être suggéré au fabuliste ce conte grivois. Le relâchement de la discipline, le relâchement des mœurs à l'intérieur de la maison et le manque d'austérité monacale proviennent en grande partie de l'entrée de religieuses de l'extérieur, envoyées là par lettres de cachet pour y expier leurs fautes. L'abbaye de La Barre est considérée un peu comme une bastille, une maison pénitentiaire, chargée de recueillir les esprits rebelles, les contestataires de l'époque, et spécialement de l'abbaye de Jouarre ; la sœur de Grande Bonne y est exilée le 15 juillet 1703, sur la demande expresse de Bossuet, pour désordre sur les mœurs et tentative d'empoisonnement à Jouarre.
L'abbesse de Saint-Victor réussit à consommer la ruine de l'abbaye ; les 6 000 livres de revenus sont loin de pouvoir satisfaire ses goûts frivoles. Elle sollicite du pouvoir, subventions et pensions ; tant et si bien que celui-ci, lassé de tant de démarches, demande à l'évêque de Soissons, Fitz-James, d'envisager la fermeture de la maison. En 1745, l’évêque attribue les biens de la communauté au couvent Saint-Paul de Soissons ; en contrepartie, celui-ci s'engage à verser une pension de 400 livres à chaque religieuse de chœur et de 300 à chaque sœur converse. L'abbaye Notre-Dame de La Barre est détruite après la Révolution.

## Abbesses
Les abbesses sont appelées Madame
- 1235 : Cécile d'Arcy ou Gérarde de Reims
- 1239 : Marie de Vignacourt (-†1275)
- 1246 : Marie de Bezu
- 1287 : Isabelle
- 1290 : Cécile de Villers
- 1300 : Philippine
- - : Marie de Bailleux
- - : Mathilde de Soissons
- - : Marie de Nogent
- 1402 : Jeanne de Guiefville
- 1404 : Jehanne de Neuville[6]
- 1435 :Jeanne de Vineville
- 1463 : Eudeline Garré
- 1490 : Jeanne Cresté
- 1501 : M. Menier
- 1514 : Jeanne Rémi

### Abbesses commendataires
À partir du concordat de Bologne, commence la série des abbesses commendataires et seigneurs temporels, nommé par le roi :
- 1549 : Maxime le Tourneur
- 1581 : Catherine des Ursins
- 1603 : Fossine d'Ailly
- 1648 : Françoise de Luxembourg
- 1678 : Renée-Louise Potier de Tresmes (?-1681)[7]. Elle est morte le 31 octobre[8]
- 1707 : Madeleine de Bourbon
- 1718 : Marie Joly de Fleury
- 1718 : Marguerite Dubois
- 1745 : Élisabeth Jamin de Saint-Victor, qui passait pour être une fille naturelle du Régent[4].

## Patrimoine foncier
L'abbaye avait reçu en donation des biens et ressources à Oulchy[Lequel ?], Priez, Paretti, Mauroy, Mont Sainte- Geneviève, Bézu-le-Guéry, Bézu-les-Fèves, Essises, Meaux et Coulommiers, Gland, Chartèves, Montlevon, Bouresches, Varennes, Moulin-le-Comte, Chézy, Verdilly.
Les religieuses de Notre-Dame jouissaient aussi, depuis très longtemps, des droits de pâturage et d'usage dans les bois du duché de Château-Thierry : Épieds , Coincy, bois de Ris et de Barbillon.
Les contacts de La Barre avec l'abbaye de Jouarre sont nombreux, leurs rapports sont fort étroits tant sur le plan matériel que sur le plan religieux, beaucoup de leurs terres, de leurs fermes, de leurs bois avaient des limites communes, notamment à Verdilly, à Chartèves, dans la forêt de Ris ; c'était l'occasion de transactions et de nombreuses rencontres.
En 1767, un inventaire des terres de l'abbaye faisait état de 346 arpents en fermes, bois et prés.

## Héraldique
| moderne | Les armes de Notre-Dame de La Barre se blasonnent ainsi : « D'azur, à la Sainte Vierge, tenant son Enfant-Jésus sur son bras senestre, et sa main dextre un sceptre, le tout d'or. » |